# Michael Sam
Ne doit pas être confondu avec Sam Michael.
Pour les articles homonymes, voir Sam.
(en) Statistiques sur pro-football-reference
Michael Alan Sam, Jr., né le 7 janvier 1990 à Galveston au Texas, est un joueur professionnel américain de football américain.

## Biographie

### Carrière sportive
Étudiant à l'université du Missouri-Columbia entre 2009 et 2013, il a joué en National Collegiate Athletic Association (NCAA) avec les Tigers du Missouri en tant que defensive end. Il est l'un des deux joueurs défensifs de l'année 2013 de la Southeastern Conference.
Après avoir terminé sa carrière universitaire de football américain, il a fait son coming out en tant que gay,. Il avait révélé son homosexualité à ses partenaires des Tigers du Missouri en pré-saison, l'année précédente.
Il est sélectionné à la 249e place de la Draft 2014 de la NFL par les Rams de Saint-Louis, devenant le premier joueur ouvertement gay à être sélectionné en NFL. Ce choix a été commenté au plus haut niveau, notamment par le président des États-Unis Barack Obama.
En août 2014, à la suite des matchs de présaison et faute de parvenir à obtenir une place dans l'équipe, il est libéré par les Rams de Saint-Louis avec d'autres joueurs afin que la franchise atteigne le nombre maximum de joueur qu'elle doit respecter pour le début de la saison régulière. Les Alouettes de Montréal en Ligue canadienne de football (LCF) ont manifesté leur intérêt pour le joueur. Il est finalement recruté dans l'équipe d'entraînement (réserve) des Cowboys de Dallas, autre équipe NFL de son État de naissance. Il est de nouveau libéré par les Cowboys en octobre 2014 pour laisser sa place au linebacker Troy Davis (en). Depuis, il se refuse à jouer dans une autre ligue, préférant se concentrer sur une éventuelle place en NFL.
Finalement, en décembre 2014, il se confie sur l'impact probable de la révélation de son homosexualité sur son parcours professionnel, dans un entretien pour GQ, indiquant qu'il aurait préféré faire son coming-out autrement, et non forcé par les événements, mais qu'il n'a cependant pas de regret.
En 2015, faute d'une place en NFL, il signe avec les Alouettes de Montréal en Ligue canadienne de football (LCF).

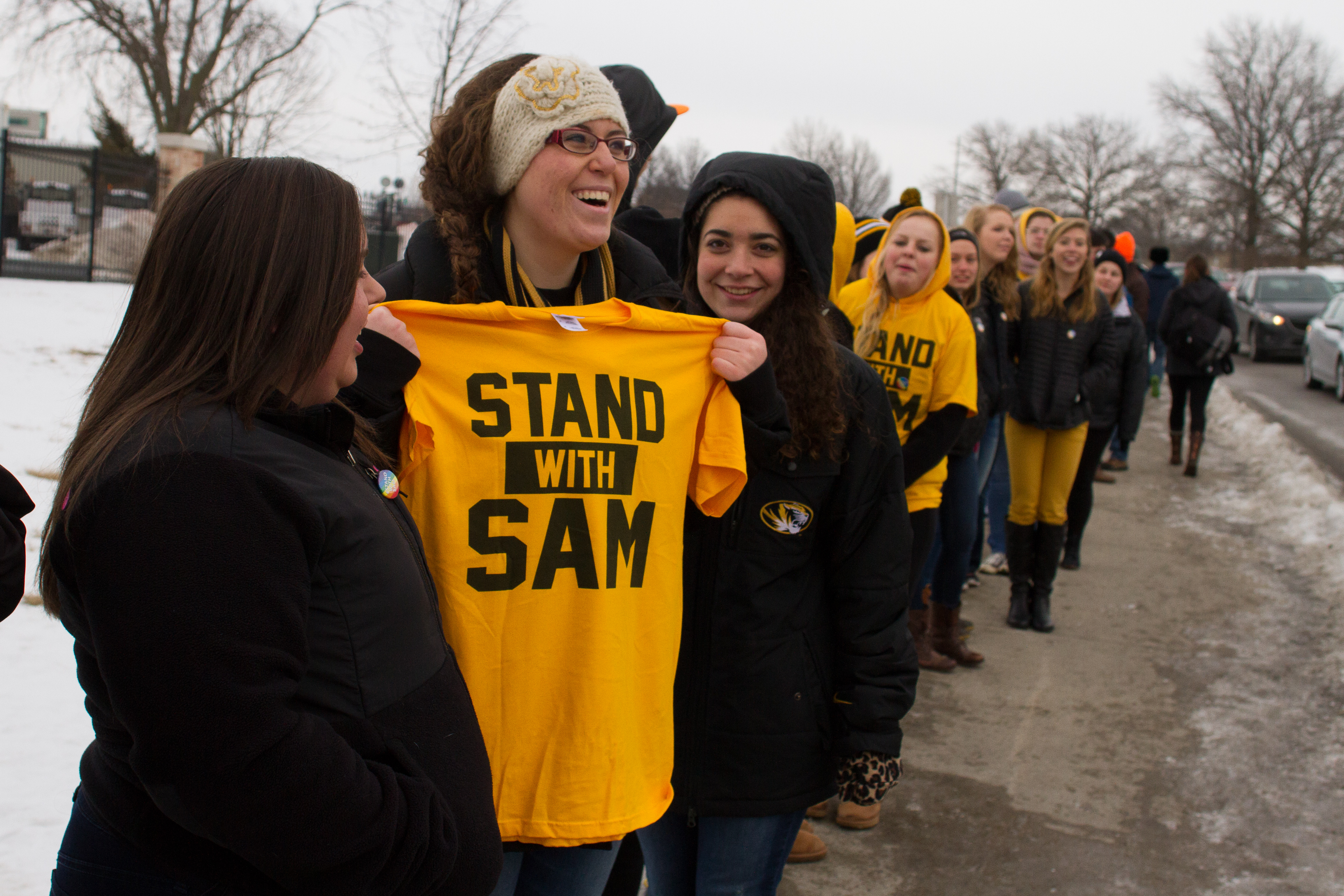
Des personnes soutenant Michael Sam face à des manifestants de la Westboro Baptist Church.
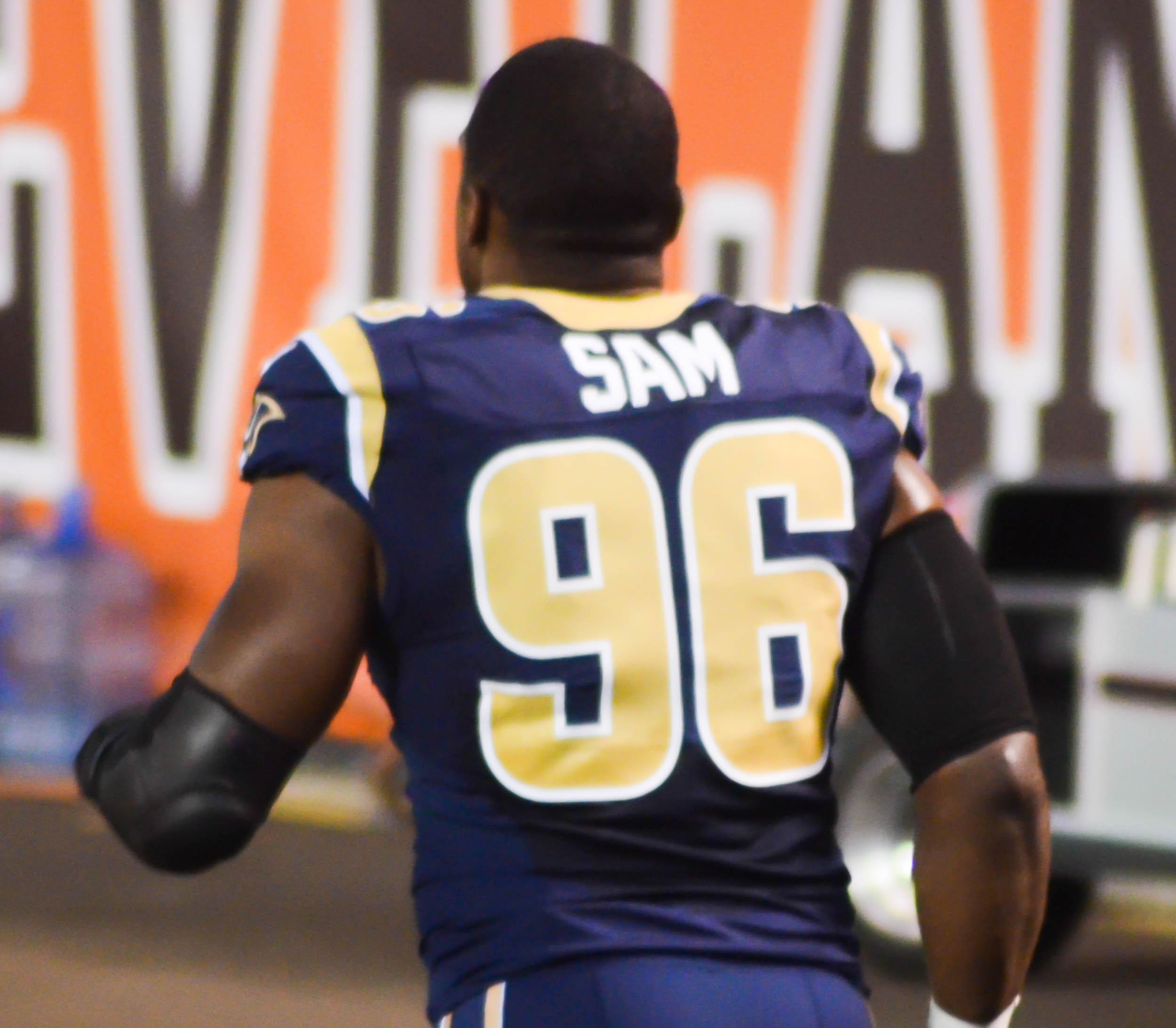
Michael Sam avec le maillot des Rams de Saint-Louis.

### Autres activités
Au printemps 2015 il est candidat de Dancing with the Stars 20 sur la chaine américaine ABC.

## Vie privée
Ouvertement gay, il a été en couple avec Vito Cammisano, rencontré à l'université en 2009. Ces derniers se séparent en juin 2015.